# Oenanthe thomsonii
Oenanthe thomsonii là một loài thực vật có hoa trong họ Hoa tán. Loài này được C.B. Clarke mô tả khoa học đầu tiên năm 1879.